# جعافره (استان برج بوعریریج)
جعافره (به عربی: الجعافرة) یک شهرداری در الجزایر است که در استان برج بوعریریج واقع شده‌است. جعافره ۹٬۶۹۹ نفر جمعیت دارد.